# Список правителів Мерсії

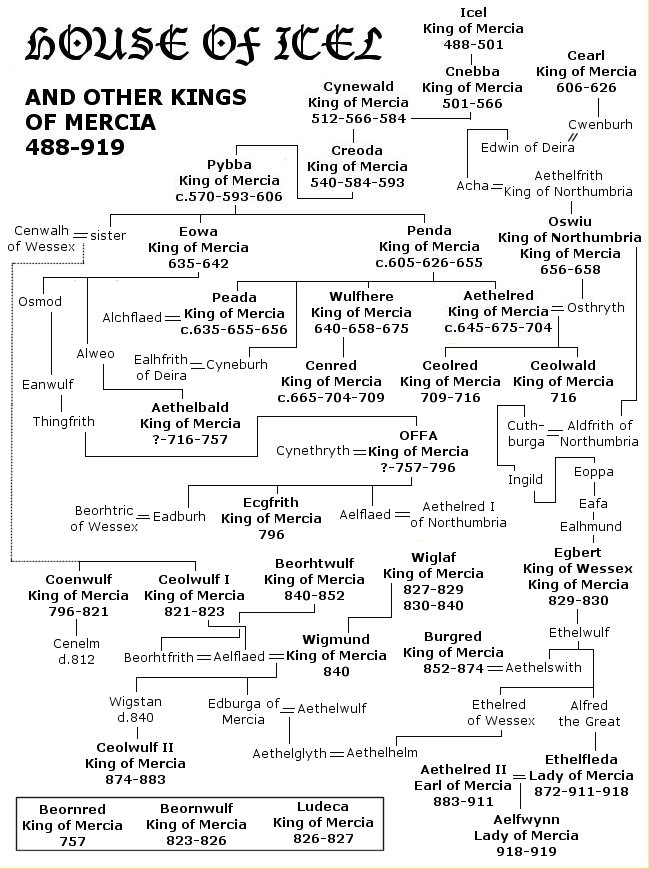
Генеалогічне дерево королів Мерсії

Цей список включає в себе монархів англосаксонського королівства Мерсія, державного утворення, яке існувало впродовж 6-10 століть на території сучасного Мідлендсу, а також правителів Мерсії, кола вона втратила свою незалежність та увійшла до складу англійського королівства. Протягом майже двохсот років Мерсія (починаючи з 7-го століття) була домінуючою складовою Гептархії і, як наслідок, найбільш могутнім англосаксонським королівством. Саме в цей період правителі Мерсії стали першими, хто іменував себе такими титулами як "Король Британії" або "Король англійців".

## Список
Ранні правителі Мерсії були нащадками королів Англів.
| Роки правління                | Ім'я          | Примітки |
| ----------------------------- | ------------- | --- |
| 527 або 515 — ?               | Ікел          | Син Еомера, останнього короля Англів в Ангельні. Очолив похід англів через Північне море до Британії. |
| ?                             | Кнебба        | Син Ікела |
| ?                             | Кіневальд     | Син Кнебби |
| 585 — 593                     | Креода        | Син Кіневальда. Можливо був засновником фортеці в Тамворті — твердині королів Мерсії. |
| 593 — 606                     | Пібба         | Син Креоди. Поширив владу Мерсії на землі Західного Мідлендсу. |
| 606 — 626                     | Кіорл         | Походження невідоме. Можливо узурпував владу або ж був одним із віддалених родичів попередніх королів. |
| 626 — 655                     | Пенда         | Син Пібби. Перетворив Мерсію на найбільш впливове англосаксонське королівство. Останній язичницький король Мерсії. Поліг у битві з Освіу — королем Берніції, а згодом і Нортумбрії.                                                   |
| 635 — 642                     | Еова          | Син Пібби. Співправитель Пенди. Загинув у битві. |
| 655 — 656                     | Педа          | Син Пенди. Співправитель в Пд.-Сх. Мідлендсі. Вбитий. |
| 656 — 658                     | Освіу         | На короткий час захопив владу в Мерсії після смерті Пенди. Одночасно займав королівський престол в Нортумбрії (655-670). |
| 658 — 675                     | Вульфгер      | Син Пенди, перший християнський король Мерсії. Відновив мерсійське домінування в Англії. |
| 675 — 704                     | Етельред І    | Син Пенди. Зрікся престолу та доживав свої дні у монастирі біля містечка Бардні (сучасне графство Лінкольншир). |
| 704 — 709                     | Кенред        | Син Вульфгера. Зрікся престолу та поселився в Римі. |
| 709 — 716                     | Кеолред       | Син Етельреда І. Можливо був отруєний. |
| 716                           | Кеолвальд     | Вважається сином Етельреда І (його існування є сумнівним). |
| 716 — 757                     | Етельбальд    | Внук Еови. Проголосив себе королем Британії у 736 році. Вбитий своїми ж охоронцями. |
| 757                           | Беорнред      | Походження невідоме. Усунутий Оффою. Ймовірно спалений на вогнищі у 769 році в Нортумбрії. |
| 757 — 796                     | Оффа          | Праправнук Еови. Найвеличніший та наймогутніший серед усіх мерсійських королів. У 774 році проголосив себе Королем усіх англійців. Залишив після себе т.зв. вал Оффи на межі між Англією та Уельсом та почав карбувати срібний пенні. |
| 796                           | Екгфріт       | Син та співправитель Оффи. Раптово помер через декілька місяців після свого батька. |
| 796 — 821                     | Кенвульф      | Належав до сьомого покоління нащадків Пібби, ймовірно через сестру Пенди. Прийняв титул "імператора". |
| 821                           | Кінегельм     | Син Кенвульфа. Співправитель. Ймовірно убитий, пізніше канонізований (Святий Кенельм). |
| 821 — 823                     | Кьолвульф І   | Брат Кенвульфа. Скинутий з престолу Беорнвульфом. |
| 823 — 825                     | Беорнвульф    | Гіпотетичний родич Беорнреда. Загинув у битві з військами Східної Англії. |
| 825 — 827                     | Лудека        | Походження невідоме. Загинув у битві у Східній Англії, де намагався придушити повстання. |
| 827 — 839                     | Віглаф        | Походження невідоме. У 829 році усунутий від влади Егбертом, королем Вессексу, однак через рік повернув собі трон. При ньому Мерсія зберігала свою незалежність, однак перестала домінувати серед інших англосаксонських королівств.  |
| 829 — 830                     | Егберт        | На короткий час захопив владу в Мерсії. Також був королем Вессексу (802-839). |
| 839 — 840                     | Вігмунд       | Син Віглафа та зять Кьолвульфа І. |
| 840                           | Вігстан       | Син Вігмунда. Зрікся престолу та пізніше вбитий Беортвульфом. Канонізований (Святий Вістан). |
| 840                           | Ельфледа      | Донька Кьолвульфа І, дружина Вігмунда та мати Вігстана; призначена останнім як регент. |
| 840 — 852                     | Беортвульф    | Можливо двоюрідний брат Вігстана. Узурпував королівську владу та примусив Ельфледу вийти заміж за свого сина Беорфріта. |
| 852 — 874                     | Бургред       | Ймовірно родич Беортвульфа. У зв'язку із загрозою данського вторгнення утік до Риму. |
| 874 — 879                     | Кьолвульф II  | Можливо син або внук Вігмунда та Ельфледи. Правив у західній Мерсії під верховною владою данців. |
| 879 — 884                     | Етельред II   | Визнав верховенство Альфреда І Великого, короля Вессекса. В історичних джерелах згадується радше як "елдормен", аніж "король", тобто вищий представник короля Вессекса у Мерсії.                                                      |
| Під верховною владою Вессекса |               | |
| 884 — 911                     | Етельред II   | як елдормен, намісник Альфреда І Великого. |
| 911 — 918                     | Етельфледа    | Дружина Етельреда ІІ, донька Альфреда Вессекського та племінниця Бургред. Відвоювала східну частину Мерсії. |
| 918 — 919                     | Ельфвіна      | Донька Етельреда ІІ та Етельфледи. Усунута від влади її дядьком, Едвардом Старшим, який остаточно приєднав Мерсію до Вессекса, таким чином створивши Королівство Англія.                                                              |
| Титульні королі Мерсії        |               | |
| 924                           | Етельстан     | Син Едварда Старшого та племінник Етельфледи. Отримав титул короля Мерсії по смерті батька (липень 924 року), а через 16 днів потому — і титул короля Вессекса.                                                                       |
| 957 — 959                     | Едгар Мирний  | Племінник Етельстана. Захопив владу в Мерсії та Нортумбрії (травень 957 р.), а в жовтні 959 року успадкував трон возз'єднаної Англії.                                                                                                 |
| Елдормени та ерли Мерсії      |               | |
| 957 — 983                     | Ельфгер       | Призначений елдорменом у 957 році Едгаром Мирним, коли об'єднане англійське королівство тимчасово розпалося. |
| 983 — 985                     | Ельфрік Кілд  | Швагро Ельфгера. Зміщений з престолу Етельредом Нерозумним у 985 році. У 1016-му загинув у битві з данами. |
| ? — 1004                      | Вульфрік Спот | Ймовірно отримав титул елдормена Мерсії після вигнання Ельфріка Кілда. |
| 1007 — 1017                   | Едрік Стреона | Призначений Етельредом Нерозумним; сумнозвісний ренегат, що перейшов на сторону данів. Пізніше вбитий Канутом Великим також за зраду.                                                                                                 |
| 1017 — 1023/32                | Леофвайн      | Ймовірно призначений Канутом Великим як елдормен Мерсії. Також був елдорменом у Гвікке. |
| 1023/32 — 1057                | Леофрік       | Син Леофвайна, ерл Мерсії. Призначений Канутом Великим. Увійшов в історію головним чином завдяки своїй дружині Годіфу (Леді Ґодіва).                                                                                                  |
| 1057 — 1062                   | Ельфґар       | Син Леофріка. Спочатку був ерлом Східної Англії, доки не успадкував титул батька в Мерсії. |
| 1062 — 1071                   | Едвін         | Син Ельфгара. Спочатку підкорився владі Вільгельма Завойовника, та згодом підняв повстання, однак був зраджений і вбитий своїми ж людьми. Після смерті Едвіна Мерсія розпалася на дрібніші графства.                                  |